# Marcel Rosenblatt
Pour les articles homonymes, voir Rosenblatt.
Marcel Rosenblatt, né le 17 décembre 1908 à Mulhouse (Haut-Rhin) et mort à Strasbourg le 28 novembre 1973, est un homme politique français. 
Membre du Parti communiste français, il est député du Bas-Rhin de 1946 à 1955. Il siège d'abord dans les deux Assemblées nationales constituantes de 1945-1946, puis à l'Assemblée nationale, lors de la Quatrième République.

## Biographie

### Origines et engagement politique
Marcel Rosenblatt est né à Mulhouse, alors ville allemande, dans une famille modeste. Son père combat dans l'armée française lors de la Première Guerre mondiale. Après le retour de l'Alsace-Lorraine à la France, il passe son certificat d'études. Il commence un apprentissage d'ajusteur, qu'il doit interrompre. Dans les années 1920, il exerce de nombreux emplois et connait des périodes de chômage. 
En 1932, il épouse Anne-Élisabeth Kauffmann, une ouvrière d'origine allemande et militante communiste. En 1931, il devient secrétaire général du syndicat CGTU du Bâtiment de Mulhouse (de tendance communiste) puis adhère au Parti communiste français (PCF) en décembre 1932. Il y exerce rapidement des responsabilités (installation à Strasbourg). Il devient secrétaire de la région Alsace du PCF et directeur de l'édition régionale de L'Humanité (en langue allemande).
Rosenblatt entre au Comité central en 1937.

### Seconde Guerre mondiale et déportation
Il est mobilisé en 1939-1940. Le PCF devient clandestin, à la suite du pacte germano-soviétique, mais Marcel Rosenblatt garde des contacts avec les militants. Après sa démobilisation, il rentre en Alsace annexée, en septembre 1940. Ses activités politiques le conduisent à être arrêté par la police allemande et enfermé au camp de rééducation de Schirmeck. En 1941, il est déporté au camp de concentration de Dachau. 
Il est rapatrié en 1945 et devient secrétaire de la Fédération communiste du Bas-Rhin et retrouve sa fonction à L'Humanité.

### Député du Bas-Rhin (1946-1955)
Le 21 octobre 1945, Marcel Rosenblatt est élu, comme tête de liste communiste, avec 13,3 % des voix, député du Bas-Rhin à la première Assemblée constituante. Il y siège au sein du groupe communiste et défend les intérêts des expulsés et déportés d'Alsace-Moselle. 
En 1946, il milite pour l'extension des lois laïques dans ces trois départements. Le 2 juin 1946 ont lieu les élections pour la seconde Assemblée constituante. Marcel Rosenblatt, tête de la liste communiste et d'union républicaine et résistante, est réélu avec 14,2 % des voix. Il prend alors la défense des Alsaciens et Mosellans incorporés de force dans l'armée allemande encore enfermés dans les camps soviétiques et les victimes de guerre alsaciennes. 
Le 10 novembre, il est élu (15,1 %) député du Bas-Rhin à l'Assemblée nationale. Il y continue de défendre les Alsaciens victimes de l'annexion allemande et se fait remarquer en chantant Vous n'aurez pas l'Alsace et la Lorraine dans l’hémicycle en décembre 1948, pour protester contre la volonté d'anciens nazis de ré-annexer l'Alsace-Moselle.
Le 17 juin 1951, il est réélu, comme tête de liste de l'Union républicaine, résistante, et antifasciste présentée par le Parti communiste français, député, avec 12,2 % des suffrages bas-rhinois. Il est le seul parlementaire alsacien à voter contre l'amnistie des alsaciens incorporés de forces dans la Waffen-SS, ayant participé au massacre d'Oradour-sur-Glane, en 1944. 
Il demande aussi au gouvernement de rétablir l'enseignement de l'allemand dans le primaire, dans l'académie de Strasbourg. Il défend également l'industrie alsacienne et en particulier le textile. Le 2 janvier 1956, la liste communiste bas-rhinoise est battue et Rosenblatt ne retrouve pas son siège au Palais-Bourbon. Le MRP et les listes de droite remportent tous les sièges de députés en Basse-Alsace. En novembre, en protestation de la répression de l'insurrection de Hongrie par l'URSS, le domicile de Marcel Rosenblatt est saccagé par des manifestants. 
Marcel Rosenblatt meurt à Strasbourg en 1973.